# Kurt Schönfelder
Kurt Schönfelder (ur. 30 lipca 1894, zm. 26 czerwca 1918) – as lotnictwa niemieckiego Luftstreitkräfte z 13. potwierdzonymi zwycięstwami w I wojnie światowej.
Uzyskał licencję pilota w grudniu 1913 roku. Służył w lotnictwie morskim. Po utworzeniu eskadry myśliwskiej Jagdstaffel 7 został do niej skierowany. W jednostce służył do swojej śmierci 26 czerwca 1918 roku. Pierwsze zwycięstwo odniósł 17 marca 1917 roku. Kolejne zwycięstwa odnosił systematycznie do maja 1918 roku. W tym okresie miał na swoim koncie 7 pewnych i 4 niepotwierdzone zwycięstwa powietrzne. W czerwcu odniósł aż 6 pewnych zwycięstw. 26 czerwca został zestrzelony w okolicach wsi Bousbecque w rejonie Nord-Pas-de-Calais we Francji przez pilotów z 210. Eskadry RAF-u, prawdopodobnie przez podporucznika Kennetha Ungera.
Latał na czarnym Fokkerze D.VII z godłem osobistym w kształcie złotej gwiazdy.